# Левковичі (Коростенський район)
Левко́вичі — село в Україні, в Коростенському районі Житомирської області. Входить до складу Овруцької міської громади. Населення становить 720 осіб.

## Географія
Село розташовано на Словечансько-Овруцькому кряжі та за 25 кілометрів на північний захід від районного центру, за 7 кілометрів від найближчої залізничної станції Велідники, на автошляху Овруч-Словечне. Поблизу протікає невеличка річка Ясенець, права притока річки Словечної.
Левковичі — одне із найстаровинніших сіл на Овруччині, центр однойменної сільської ради, якій підпорядковані села Левковицький Млинок та Острови.

## Історія
Ця місцевість відома з середини XV століття як поселення овруцької околичної шляхти Левківських та Невмержицьких (спочатку вони іменувались Невмиричами, пізніше — Невмирицькими). На кінець XVIII ст. переселенці з Левкович Левківський Федір Григорович з синами Лукою, Іваном, Семеном і їх жінками заснували с. Возничі, а Мацей (Матвей) с. Мацьки. Родоначальником всіх Левківських був Ларіон Валевський з Велавська (сучасне с. Валавськ Гомельської області). Ларіон Валевський одержав грамоту від удільного київського князя Олелька Володимировича у 1420 році, котрий його «вызволити рачилъ от всяких робот и повинностей». В цій грамоті сказано:
«Мы Александро Володимеровичъ пожаловали есмо на того слугу Ларивона Вела(в)ского: не надобе ему нам з слугами службы служити, а поплатовъ платити и иных никоторыхъ пошлин в Чорнобыли не велели: подводами, ни стеречи, служити ему служба з бояры. И на то дали есмо ему сес нашъ листъ з нашою печатю, потверждаючи ею к бояромъ. И писан у Вовручомъ февраля девятогонадцят дня индикъта третегонадцять».
Достовірно невідомо, чи існувало село Левковичі до появи бояр Велавських, хоча за результатами роботи Овруцької археологічної експедиції 1996—2009 рр. — Верпа, Кобилин, Левковичі, Можари, Гаєвичі і відносяться до поселень давньоруського періоду (Х—ХІІІ століття), але повноцінні археологічні розкопки там не проводились, на відміну від сусіднього села Збраньки, де виявлена стоянка періоду палеоліту. Але, цілком очевидно, що назва села «Левковичі» і бояр «Левківських» походить від імені старшого сина Булгака Белавського — «Львея» (Левка, Лева), який згадується поруч з предком Гридковичів і Сідковичів Невмержицьких — Микулою [Осташковичем Невмирицьким] в Акті розмежування угідь між володіннями Віленського єпископа (Івана Лозовича) і каноніків Віленського костелу Св. Станіслава по річках Локниця (Лохніца) і Плотниця від 21 вересня 1474 року: «…от ка[ноника] Виленьского костела святого Станислава пана Митька Петровича и пана Митька Бардича и пана Федора Бардича, Олександра Максимовича и Данила Белотьского, Микулу и Львея и инших мужов к тому обличьно собраных, урядили, утверди[ли] есьмо вечно и границю уделали рекою на имя Локницею, и продали к Солоному Бабий остров князя бискуповым людем з усим правом земли и в бортях…». Правда, у цьому документі, російські видавці Актів Археографічної комісії помилково записавши разом сполучник «і» і початкову «Л», дали Микулі прізвище «Ільвей», пропустивши при цьому ім'я «Львей», хоча цю помилку виправив польський історик В. Семкович у виданні архіву Віленської капітули, де він опублікував цей же документ, який був переписаний «святими отцями» з руського оригіналу латинськими буквами і чітко розділяв Микулу і Лева: «…а otъ ka(pituly) Wilenskoho kostela swjatoho Stanislawa pana Mitьka Petrowicza i pana Mitьka Bardicza i pana Fedora Bardicza, Oleksandra Maksimowicza i Danila Belotьskoho, Mikulu i Lьweja i inьszichь muzowъ къ tomu obliczьno sobranych urjadili, utwerьdi (li) esmo wèczьno i hranicju udèlali rëkoju na imja Lokniceju, i prodali kъ Solonomu Babii Ostrowъ knjazja biskupowymъ ljudemъ usimъ prawomъ zemli i wъ bortjachъ…» Крім того, підписання документа відбулося на заїжджому дворі в Каменщині, що належав капітулі віленській («на корчме капитульнее стороны подле Плотницы реки граничьное»), що знаходився біля дороги і броду над річкою Плотниця, згодом названий «Воробйова Корчма» або слобода Селізовка (зараз село Селезівка Овруцького району).
Левківські визнавалися шляхтою і в грамотах, виданих їм київським воєводою, багатим литовським паном-католиком Мартином Яновичем Гаштовтом (1471—1482), великим князем литовським і королем Польщі Казиміром IV Ягеллончиком, а також в указах польського короля і великого князя литовського Сигізмунда ІІ Августа у 1569 і 1571 роках. Згадуються вони і в описі Овруцького замку 1545 року в числі земян, які мали городню в ньому, а люстрація 1683 року вказує на Левківських як на найбагаточисленнішу частину околичної шляхти (димів 64). Ті ж документи пояснюють походження родів Верповських і Гаєвських, родичів Левківських, але вони прийняли інші прізвища, починаючи з 1510 року. Левковичі були тоді в безпосередній єдності з селом Невмиричами (Невмерицьким) й тому часто ці дві назви для позначення одного і того ж поселення вживаються в актах.
До Левкович відносились землі, які з історичних джерел відомі як урочища: Великий ліс, Газовське селище, Деснове, Жидова річка, Заремінь-болото, Кам'яна (Камінь), Косинь-острів, Крушина, Лава, Литовський острів, Люблінський мох, Михач-болото, Моровінь-острів, Нівенський луг, Переділ, Перетимль (Перетилай), Роговка-річка, Савинець, Словечна-річка, Смольчанська або Смольчинська земля, Спаський острів, Трунів острів, Тиврів-болото, Власове селище, Чорний острів.

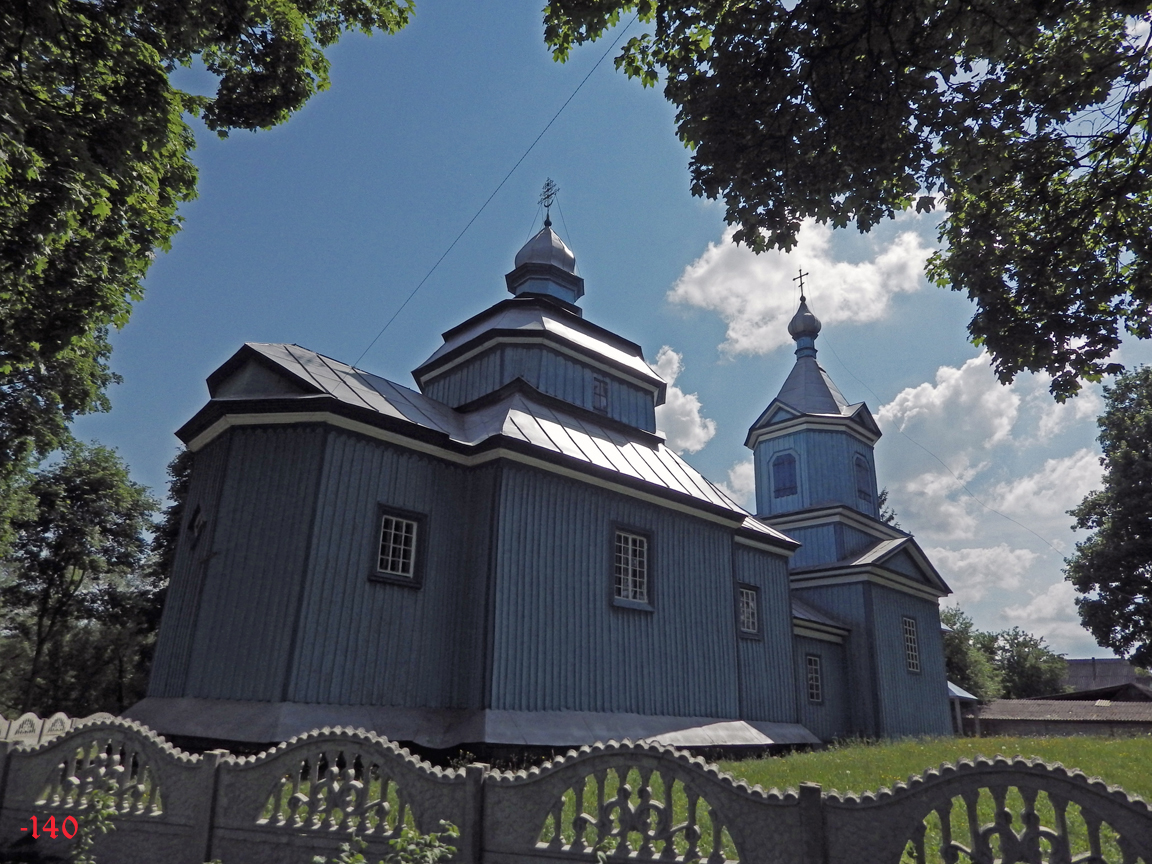
Миколаївська церква в селі Левковичі, 2013 рік.

28 січня 1628 року в селі засновано василіанський Свято-Миколаївський чоловічий монастир (церква, «с первоначальной закладки как монашеская обитель», фундована на рік раніше 25 січня 1627 року Анною Петрівною Невмирицькою — дружиною Федора Васильовича Нечая і матір'ю Стефана Нечая) на кошти пана Андрія Малюшицького (сина Ганни Солтанівни із Велавська), мечника київського Іполіта Родкевича (чоловіка Анастасії Ставецької) і дворян Левківських, Невмирицьких (Невмержицьких) та їх братів. Першим ігуменом цієї святині був Єремій Гдишинський. Монастир користувався особливою повагою в місцевої шляхти і вважався її релігійним центром. В день святого Миколая, тобто в день свята монастирської церкви, тут збиралося багато прихожан з усіх навколишніх сіл. Шляхтичі складали духовні заповіти з вимогами, щоб їх тіла обов'язково поховали у монастирі у Левковичах і щоб їхні нащадки відслужили панахиди за упокій душі померлих. Чимало околичної шляхти вкладало гроші на користь монастиря, а деякі навіть вступали до монастирської братії. З 1690 року Левковицький монастир був приписаний до Межигірсьюго Спасо-Преображенського православного монастиря поблизу Києва, в якому протягом 1669—1703 рр. посаду ігумена займав Феодосій Васьковський (до речі, уроженець села Васьковичів теперішнього Коростенського району), автор добре відомого дослідникам історії Києва свідчення про становище і маєтки київських міщан напередодні Хмельниччини. Відома скарга Невмирицьких і Левківських 1606 року про наїзд (з дозволу овруцького старости) попа Пятницької церкви в Овручі Никона на їхні двори і конфіскацію «коней двое и волов тры за неякое ведро меду, на церков Пятницкую якобы от нас приходячое».
Взагалі, впродовж 1536 р. і до 90-х років XVIII ст. включно кожен черговий намісник Овруча розпочинав своє правління з перевірки місцевої, околичної шляхти «на міцність», намагаючись підпорядкувати їх власному присудові, ігноруючи при цьому пряму підлеглість багатьох заушських зем'ян Києву. Зокрема, останній напередодні Хмельниччини спалах неспокою в Заушші (місцевість, розташована на берегах річки Уж, яка в старовину називалась Уш або Уша) припадає на 1605—1607 роки, за старостування в Овручі князя Михайла Вишневецького і його наступника Павла Руцького, котрі, заперечуючи шляхетство Ущапів, Васьковичів, Баранівських, Левківських, Бовсунів, Гошовських та інших, спробували примусити їх до виконання замкових послуг і сплати церковної десятини на овруцьку Пятницьку церкву.
Абсолютна більшість заушан — це «из предков своих убогая шляхта», котра «підданих не має, але сама з димів своїх платить», як зазначалося у поборових тарифах. Так, за податковою документацією 1571 року, такої шляхти було у с. Невмиричах 9 димів (будинків, дворів), у Левковичах — 6, Барановичах — 2, Кобилині — 15, Верповському- 2 дими. Згідно з реєстром збору людей на військову службу 1579 року, у Заушші і суміжній Овруччині існувало 32 села такого типу, де значилося 207 боярських «димів» — дворів, тобто близько 1200 (виходячи з розрахунку по 5-6 осіб на «дим») душ шляхти. Наприкінці XVII і у XVIII ст. посилилася спроба польської шляхти не тільки до посилення соціального гніту місцевого українського населення, а й до його релігійного поневолення, до окатоличення. Так, 18 червня 1716 року жителі Левковичів зірвали спробу намісника монастиря Макарія Недзельського і монаха Феодосія взяти участь разом з овруцькими єзуїтами у процесії на честь католицького свята «Божого тіла». Натовп чоловіків і жінок наздогнав і затримав монахів аж у Велідниках. Вони забрали у монахів церковні книги, а в Макарія патент на звання, намісника монастиря, зняли з них ряси і клобуки, залишили в одній білизні, позбавивши таким чином можливості продовжувати далі подорож до Овруча і брати участь в наміченій процесії. Ось так левковичани покарали легковажний задум своїх монахів і протистояли втручанню єзуїтів у їхні монастирські справи.
У XIX столітті Левковичі входили до складу Хлуплянського маєтку поміщиків Міліовичів. Нова церква Миколаївська дерев'яна, відбудована в 1815 році.
Радянську окупацію встановлено в січні 1918 року. Під час німецько-радянської війни 300 чоловік билися на фронтах та в партизанських загонах проти німецько-нацистських загарбників. 280 чоловік нагороджено орденами й медалями, 79 — загинуло смертю хоробрих. На честь їх встановлено обеліск Слави. Левковичі славляться своїми вишивальницями. 1967 року їх вироби експонувалися на Виставці досягнень народного господарства СРСР.